# 凹凸魔女的親子日常
《凹凸魔女的親子日常》是所創作的日本漫畫，2018年7月11日以單篇形式刊載於漫畫網站「COMIC METEOR」（COMICメテオ），並在2019年7月3日於同網站開始連載。2022年9月9日宣佈動畫化，並於2023年10月至12月播出。

## 登場人物
艾麗莎（聲：古賀葵（電視動畫）／小坂井祐莉繪（動態漫畫、漫畫動畫））
魔女。223歲，但外表依然年幼。一直獨自生活在森林裡，販售用自己在自家花園種植的材料製成的藥物和草藥。途中發現了一個被遺棄的人類嬰兒，自己決定撫養並給她取名為薇奧拉。
薇奧拉（聲：水樹奈奈；幼年：菱川花菜（電視動畫）／小見川千明（動態漫畫、漫畫動畫））
人類。16歲，艾麗莎的養女，還是嬰兒時被艾麗莎收養。長大後身材高大豐滿，變成妖豔的女人，她的身高讓她看起來像個成年女性，但個性卻相當孩子氣。她從小就擁有艾麗莎覺得不尋常的魔法力量，並被培養成能夠控制這種力量，本身的魔力就足以使用召喚魔法。
菲尼克斯（聲：土師孝也）
薇奧拉召喚出來並成為她使魔的不死鳥。
里拉（聲：朴璐美）
40歲，在鎮上經營雜貨店的女士。已婚而且是有孩子的母親，但她的個性卻非常有男子氣概。
吉莉可（聲：大地葉）
魔女。220歲，艾麗莎的兒時好友，養了一條蛇作為使魔。
露娜（聲：關根明良）
魔女。221歲，艾麗莎的兒時好友。
芬涅爾（聲：近藤孝行）
精靈商人，183歲。從小就認識艾麗莎，並且暗戀她。
葛林德（聲：小野大輔）
半獸人，芬涅爾的商業夥伴和朋友。在尋找一位備受好評的女朋友。

### 其他人物
邦德（聲：小西克幸）
里拉的丈夫。40歲。身材魁梧，胸毛濃密，是一個對妻子和孩子都慷慨地表達愛的人。
盧布（聲：葉山翔太）
里拉和邦德的兒子。薇奧拉的兒時好友。
班尼、西塔、琪庫拉（聲：荻野晴朗（班尼）、豐崎愛生（西塔））
經營一家診所。班尼是西塔和琪庫拉的祖父，99歲，西塔今年22歲，護士。琪庫拉是西塔的姊姊，25歲，蘑菇人醫院的醫生兼護士。
吉塔、馬拉克（聲：道井悠（吉塔）、宮下栄治（馬拉克））
一對經營獵人生意的蜥蜴人夫婦。
屁股和臀部（聲：梶裕貴（屁股）、堀江由衣（臀部））
住在菲雅托伊歐家花園裡的妖精兄弟。他們非常關心花園的主人安娜（聲：長江里加），但她看不到他們。
特利諾・安普雷羅（聲：木村良平）
安娜的未婚夫。雖然他的外表和行為都像一個輕浮男，但他的內心卻是個不錯的年輕人。
奧利（聲：諏訪部順一）
艾麗莎的父親。350歲。但不是親生父親，而是她母親的弟弟（舅舅）。
蕾蒂（聲：三石琴乃）
40歲。邦德的二表妹。很早就想和里拉做朋友，但本性傲嬌不能誠實地對待她。
生吃先生（聲：中村大志）
類似豬籠草的怪物。

## 出版書籍
| 卷數 | Flex Comix     | Flex Comix             | 台湾角川      | 台湾角川              |
| 卷數 | 發售日期       | ISBN                   | 發售日期      | ISBN                  |
| ---- | -------------- | ---------------------- | ------------- | --------------------- |
| 1    | 2020年5月12日  | ISBN 978-4-86675-105-4 | 2021年12月9日 | ISBN 978-986-524962-5 |
| 2    | 2021年2月12日  | ISBN 978-4-86675-138-2 | 2022年2月10日 | ISBN 978-626-321135-3 |
| 3    | 2021年11月12日 | ISBN 978-4-86675-176-4 | 2024年4月25日 | ISBN 978-626-378802-2 |
| 4    | 2022年9月12日  | ISBN 978-4-86675-239-6 | 2024年4月25日 | ISBN 978-626-378803-9 |
| 5    | 2023年4月12日  | ISBN 978-4-86675-279-2 | 2024年9月12日 | ISBN 978-626-400523-4 |
| 6    | 2023年10月12日 | ISBN 978-4-86675-316-4 | 2025年3月13日 | ISBN 978-626-415439-0 |

## 電視動畫
動畫於2023年10月1日起播出。由花澤香菜擔任旁白。

### 主題曲
片頭曲《Sugar Doughnuts》
主唱：水樹奈奈，作詞：藤林聖子，作曲：坂上庸介（Blue Bird’s Nest），編曲：渡邊徹、日比野裕史（Blue Bird’s Nest）
第6話用作插曲。
片尾曲《Welcome!》
主唱：angela，作詞：atsuko，作曲、atsuko、KATSU，編曲：KATSU

### 各話列表
| 話數   | 日文標題 | 中文標題                                                           | 劇本                   | 分鏡              | 演出       | 作畫監督                                                                              | 總作畫監督          | 首播日期       |
| ------ | -------- | ------------------------------------------------------------------ | ---------------------- | ----------------- | ---------- | ------------------------------------------------------------------------------------- | ------------------- | -------------- |
| 第1話  |          | 親密母女的凹凸日常奇妙的生命教育日常                               | Gyro Knuckle           | 高田真宏          | 高田真宏   | 大川義史                                                                              | 吉田美和            | 2023年 10月1日 |
| 第2話  |          | 魔女育兒經常發生的事精靈弟弟的戀愛故事                             | Gyro Knuckle           | 室谷靖            | 渡邊万里惠 | tofu、中川實、森泉亞矢子、 上赤由香里、遠藤里蘭、 竹内寬、懸田扇子、 藤彩七、鈴木莉乃 | 吉田美和、 大川由緒 | 10月8日        |
| 第3話  |          | 魔女聚會的追憶故事元氣少女的感冒事件                               | 高田真宏               | 牧野友映、 市川凛 | 鬼頭和矢   | 北島勇樹、江原小百合、 長濱睦輝                                                       | 吉田美和、 大川由緒 | 10月15日       |
| 第4話  |          | 晚熟半獸人的委託故事蛋與姊姊的照顧故事                             | Gyro Knuckle           | 增田惇人          | 黑瀨大輔   | 大川義史                                                                              | 大川由緒            | 10月22日       |
| 第5話  |          | 精靈之森的非公開故事愛與傳說的挖番薯故事                           | Gyro Knuckle           | 吉川博明          | 村田尚樹   | 大川義史、谷口守泰、 檜垣彰子                                                         | 大川由緒            | 10月29日       |
| 第6話  |          | 薔薇園的朋友故事                                                   | 高田真宏               | 高田真宏          | 渡邊万里惠 | 中川實、泉亞矢子、 上赤由香里、竹内寬、 懸田扇子、藤彩七、 鈴木莉乃                   | 大川由緒            | 11月5日        |
| 第7話  |          | “嗯 這真的是烤餅乾喔”的故事睡眠精靈的失眠故事                      | 高田真宏               | 大石美繪          | 鬼頭和矢   | 北島勇樹、江原小百合、 長濱睦輝                                                       | 大川由緒            | 11月12日       |
| 第8話  |          | 被詛咒的魔女的做菜故事異常不死鳥的看診故事凹凸童話劇場             | 山浦貴法               | 黑瀨大輔          | 黑瀨大輔   | 大川義史                                                                              | 大川由緒            | 11月19日       |
| 第9話  |          | 令人心跳加速的媽媽的個人祕密可疑人士的家庭之亂                     | Gyro Knuckle           | 室谷靖            | 室谷靖     | 重松晉一、大船彰人                                                                    | 大川由緒            | 11月26日       |
| 第10話 |          | 家裡蹲兒子的煩惱故事真心話和客套話的公園故事                       | GyroKnuckle、 山浦贵法 | 市川凛            | 有留英利   | 宇良今日子、大川义史                                                                  | 大川由緒            | 12月3日        |
| 第11話 |          | 使魔们的看家故事肥胖不死鸟的减重故事不受欢迎的男孩们的恋爱諮商故事 | GyroKnuckle、 山浦贵法 | 飯田崇            | 渡邊万里惠 | tofu、中川實、 森泉亞矢子、上赤由香里、 竹內寬、懸田扇子、 藤彩七、鈴木莉乃、川本和隆 | 大川由緒            | 12月10日       |
| 第12話 |          | 凹凸魔女的母女日常                                                 | 高田真宏               | 高田真宏          | 高田真宏   | 大川義史                                                                              | 大川由緒            | 12月17日       |

### 播映平台
| 播映地區                           | 播映平台                           | 播映日期                | 播映時間              | 備註 |
| ---------------------------------- | ---------------------------------- | ----------------------- | --------------------- | ---- |
| 台灣                               | 巴哈姆特動畫瘋                     | 2023年10月1日－12月17日 | 星期日 22:00（UTC+8） |      |
| 台灣                               | KKTV                               | 2023年10月1日－12月17日 | 星期日 22:00（UTC+8） |      |
| 台灣                               | LINE TV                            | 2023年10月1日－12月17日 | 星期日 22:00（UTC+8） |      |
| 台灣                               | LiTV 線上影視                      | 2023年10月1日－12月17日 | 星期日 22:00（UTC+8） |      |
| 台灣                               | Ofiii 歐飛                         | 2023年10月1日－12月17日 | 星期日 22:00（UTC+8） |      |
| 台灣                               | friDay影音                         | 2023年10月1日－12月17日 | 星期日 22:00（UTC+8） |      |
| 台灣                               | MyVideo                            | 2023年10月1日－12月17日 | 星期日 22:00（UTC+8） |      |
| 台灣                               | Hami Video                         | 2023年10月1日－12月17日 | 星期日 22:00（UTC+8） |      |
| 台灣                               | 中華電信MOD                        | 2023年10月1日－12月17日 | 星期日 22:00（UTC+8） |      |
| 台灣                               | CATCHPLAY+                         | 2023年10月1日－12月17日 | 星期日 22:00（UTC+8） |      |
| 香港、澳門、台灣、馬來西亞、新加坡 | Ani-One中文官方動畫頻道（YouTube） | 2023年10月1日－12月17日 | 星期日 22:00（UTC+8） |      |

## 外部連結
- 漫畫連載網站（日語）
- 電視動畫官方網站（日語）
- 電視動畫的X（前Twitter）（日語）